# Абхазия: краткая энциклопедия
«Абхазия: краткая энциклопедия» — двухтомная энциклопедия на русском языке, вышедшая в 2022 году в Сухуми (Сухуме). Является первой универсальной энциклопедией, посвящённой Абхазии. Выпущена Научно-исследовательским центром «Абхазская энциклопедия», главный редактор — абхазский литературовед Василий Авидзба.
В марте 2018 года решением Кабинета министров Республики Абхазия был создан Научно-исследовательский центр «Абхазская энциклопедия». В том же году был составлен словник на 3000 статей, включая 500 персоналий. Написание энциклопедии было начато в 2019 году, изначально планировалось написать один том, но в итоге вышло два тома.
Изначально директором центра являлся Авидзба, затем — абхазский историк Сослан Салакая. Заместитель директора — российский этнограф Юрий Анчабадзе. В создании приняли участие учёные из Абхазского института гуманитарных исследований, Абхазского государственного университета и других учреждений. Всего в подготовке издания участвовало 150 специалистов.
Включает 3482 статьи, из которых 536 — биографические, а 840 — отсылочные статьи. Биографические статьи ограничены умершими людьми и основаны на Абхазском биографическом словаре. Энциклопедия использует материалы из 13 энциклопедий, включая Большую советскую энциклопедию. Помимо материалов об Абхазии, содержит некоторые материалы о родственных и соседних народах и приграничных регионах.
Вышла тиражом 2000 экземпляров в издательстве «Юридический центр» в Санкт-Петербурге. Электронные копии обоих томов энциклопедии были опубликованы в Абхазской интернет-библиотеке.